# Anapis
Genre
Synonymes
- Amazula Keyserling, 1886 nec Kraatz, 1882
- Epecthina Simon, 1895
- Epecthinula Simon, 1903

Anapis est un genre d'araignées aranéomorphes de la famille des Anapidae.

## Distribution
Les espèces de ce genre se rencontrent en Amérique du Sud, en Amérique centrale et aux Antilles.

## Liste des espèces
Selon World Spider Catalog (version 19.5, 21/08/2018) :
- Anapis amazonas Platnick & Shadab, 1978
- Anapis anabelleae Dupérré & Tapia, 2018
- Anapis anchicaya Platnick & Shadab, 1978
- Anapis atuncela Platnick & Shadab, 1978
- Anapis calima Platnick & Shadab, 1978
- Anapis caluga Platnick & Shadab, 1978
- Anapis carmencita Dupérré & Tapia, 2018
- Anapis castilla Platnick & Shadab, 1978
- Anapis chiriboga Platnick & Shadab, 1978
- Anapis choroni Platnick & Shadab, 1978
- Anapis churu Dupérré & Tapia, 2018
- Anapis circinata (Simon, 1895)
- Anapis digua Platnick & Shadab, 1978
- Anapis discoidalis (Balogh & Loksa, 1968)
- Anapis felidia Platnick & Shadab, 1978
- Anapis guasca Platnick & Shadab, 1978
- Anapis heredia Platnick & Shadab, 1978
- Anapis hetschki (Keyserling, 1886)
- Anapis keyserlingi Gertsch, 1941
- Anapis mariebertheae Dupérré & Tapia, 2018
- Anapis meta Platnick & Shadab, 1978
- Anapis mexicana Forster, 1958
- Anapis minutissima (Simon, 1903)
- Anapis monteverde Platnick & Shadab, 1978
- Anapis naranja Dupérré & Tapia, 2018
- Anapis nawchi Dupérré & Tapia, 2018
- Anapis nevada Müller, 1987
- Anapis saladito Platnick & Shadab, 1978
- Anapis shina Dupérré & Tapia, 2018

## Publication originale
- Simon, 1895 : Histoire naturelle des araignées. Paris, vol. 1, p. 761-1084 (texte intégral).